# Várzea do Poço
Várzea do Poço est une municipalité brésilienne de l'État de Bahia et la microrégion de Jacobina.